# 李胜利 (解放军)
李胜利，男，中国共产党党员，中国人民解放军少将。
曾任中国人民解放军陆军装甲兵学院院长。
2024年7月，任中国人民解放军青海省军区党委副书记、司令员。
2019年12月10日，晋升中国人民解放军少将军衔。
是中共二十大解放军和武警部队代表。